# Ron Kostelnik
Ron Kostelnik (Colver, 14 de janeiro de 1940 – Condado de Scott, 29 de janeiro de 1993) foi um jogador profissional de futebol americano estadunidense.

## Carreira
Ron Kostelnik foi campeão do Super Bowl II jogando pelo Green Bay Packers.